# Дешино (деревня, Москва)
Дешино — деревня в Троицком административном округе Москвы  (до 1 июля 2012 года в составе Подольского района Московской области). Входит в состав поселения Михайлово-Ярцевское.

## Население
Согласно Всероссийской переписи, в 2002 году в деревне проживало 59 человек (30 мужчин и 29 женщин). По данным на 2005 год в деревне проживало 30 человек.

## Расположение
Деревня Дешино расположена на правом берегу реки Пахры примерно в 22 км к западу от центра города Подольска. Рядом с деревней проходит Московское малое кольцо. Ближайшие населённые пункты — посёлок Шишкин Лес и деревня Терехово.

## Экономика
В деревне расположено племенное коневодческое хозяйство "Элитар", единственное на территории Москвы, занимающееся разведением лошадей ганноверской породы для конноспортивной и племенной деятельности.